# پرستودریایی کاکلی غرب آفریقا
پرستودریایی کاکلی غرب آفریقا (نام علمی: Thalasseus albididorsalis) گونه‌ای پرنده از تیرهٔ کاکاییان است. تا سال ۲۰۲۰، این پرنده زیرگونه‌ای از پرستودریایی پادشاهی جهان جدید، Thalasseus maximus، در نظر گرفته می‌شد.

## پراکندگی
مشخص شده است که پرستودریایی کاکلی غرب آفریقا تنها در چند جزیره در سواحل آفریقا بین موریتانی، سنگال و گامبیا زادآوری می‌کند، اگرچه گمان می‌رود که تا نیجریه نیز در شرق دور زادآوری کند. در فصل غیرزادآوری، می‌توان آن را در امتداد ساحل از مراکش تا نامیبیا یافت.

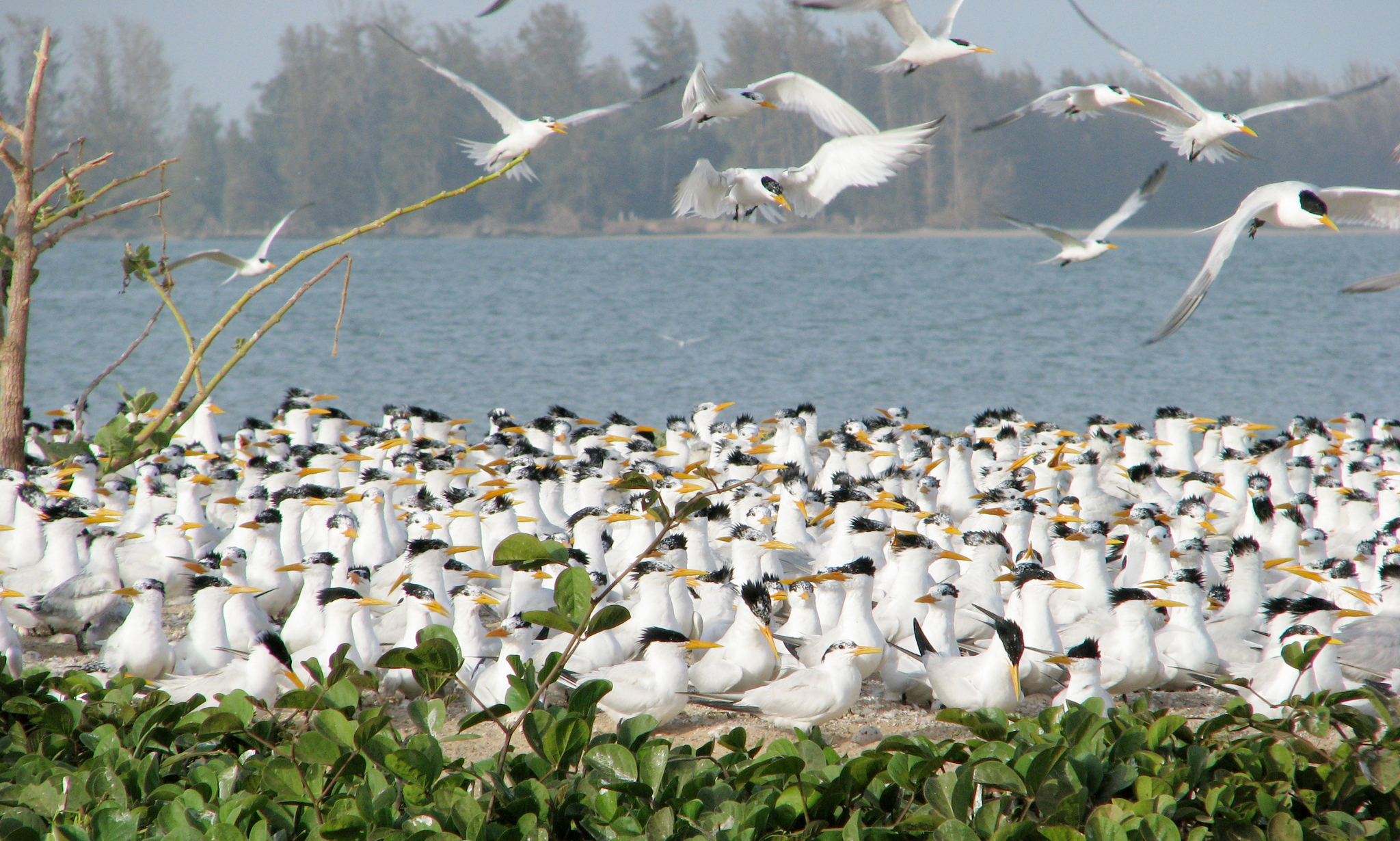
کلنی زادآوری در لانگ دو بربری، سنگال